# Philadelphia Warriors 1957-1958
La stagione 1957-58 dei Philadelphia Warriors fu la 12ª nella NBA per la franchigia.
I Philadelphia Warriors arrivarono terzi nella Eastern Division con un record di 37-35. Nei play-off vinsero la semifinale di division con i Syracuse Nationals (2-1), perdendo poi la finale di division con i Boston Celtics (4-1).

## Risultati
| Squadra               | V  | P  | %    | GB |
| --------------------- | -- | -- | ---- | -- |
| Boston Celtics        | 49 | 23 | 68,1 | -  |
| Syracuse Nationals    | 41 | 31 | 56,9 | 8  |
| Philadelphia Warriors | 37 | 35 | 51,4 | 12 |
| New York Knicks       | 35 | 37 | 48,6 | 14 |

## Roster
| N° | Naz.                   | Ruolo | Sportivo          | Anno | Alt. | Peso \|\| |
| -- | ---------------------- | ----- | ----------------- | ---- | ---- | --------- |
| 5  | Stati Uniti (bandiera) | G     | George Dempsey    | 1929 | 188  | 86        |
| 6  | Stati Uniti (bandiera) | C     | Neil Johnston     | 1929 | 203  | 95        |
| 7  | Stati Uniti (bandiera) | GA    | Ernie Beck        | 1931 | 193  | 86        |
| 9  | Stati Uniti (bandiera) | AC    | Joe Graboski      | 1930 | 201  | 88        |
| 11 | Stati Uniti (bandiera) | GA    | Paul Arizin       | 1928 | 193  | 86        |
| 12 | Stati Uniti (bandiera) | AC    | Walt Davis        | 1931 | 203  | 93        |
| 14 | Stati Uniti (bandiera) | AC    | Woody Sauldsberry | 1934 | 201  | 100       |
| 15 | Stati Uniti (bandiera) | GA    | Tom Gola          | 1933 | 198  | 93        |
| 17 | Stati Uniti (bandiera) | G     | Jack George       | 1928 | 188  | 86        |
| 18 | Stati Uniti (bandiera) | A     | Lennie Rosenbluth | 1933 | 193  | 86        |
| 19 | Stati Uniti (bandiera) | G     | Pat Dunn          | 1935 | 183  | 77        |
| 19 | Stati Uniti (bandiera) | A     | Ray Radziszewski  | 1935 | 196  | 95        |
| 20 | Stati Uniti (bandiera) | A     | Jim Walsh         | 1930 | 193  | 88        |

## Staff tecnico
- Allenatore: George Senesky